# Pratt Institute
Das Pratt Institute ist eine private Universität in Brooklyn, Stadtteil Clinton Hill, und Manhattan in New York City, Bundesstaat New York. Ein weiterer Campus befindet sich in Utica (New York). Die Anfänge des Instituts reichen zurück ins Jahr 1887.
Heute besteht das Pratt aus sechs sogenannten „schools“ mit Studiengängen u. a. in den Bereichen Kunst, Architektur, Design, Kreatives Schreiben und Visual Studies. Das Pratt Institute ist eine der führenden Kunsthochschulen weltweit. Die School of Engineering, die verschiedene ingenieurwissenschaftliche Studiengänge anbot, wurde 1993 geschlossen.
Das Pratt Institute ist nach seinem Gründer und ersten Präsidenten Charles Pratt, einem US-amerikanischen Öl-Industriellen, benannt. Das Institut verfügt über eine eigene Radiostation und eine der ältesten öffentlichen Bibliotheken der USA. Derzeitige Universitätspräsidentin ist Frances Bronet.

## Bekannte Studenten
- Justin Almquist (Maler)
- David Ascalon (Bildhauer)
- Harold Becker (Filmregisseur)
- Daniel Clowes (Cartoonist, Drehbuchautor)
- Robert Cottingham (Maler)
- Matthias Held (Designer)
- Katherine Sophie Dreier (Malerin)
- Lloyd Espenschied (Elektrotechniker)
- Gene Federico (Grafikdesigner)
- Jules Feiffer (Cartoonist)
- John Flansburgh (Musiker der Band They Might Be Giants)
- Richard Foster (Architekt)
- William Garity (Film- und Audiotechniker)
- Anthony Goicolea (Fotograf)
- Bill Griffith (Cartoonist)
- Eva Hesse (Künstlerin)
- Betsey Johnson (Designerin)
- Ellsworth Kelly (Maler, Bildhauer)
- Harald-Alexander Klimek (Maler, Zeichner, Grafiker)
- Bob Kuhn (Maler, Illustrator)
- Alison Knowles (Fluxus-Künstlerin)
- George Landow (Owen Land, Filmregisseur)
- Arnold Lobel (Zeichner)
- Robert Mapplethorpe (Fotograf)
- Mary Quinn Sullivan (Mitbegründerin des Museum of Modern Art)
- Norman Norell (Modedesigner, Kostümbildner)
- Emilio Perez (Maler)
- Paul Rand (Grafikdesigner)
- Robert Redford (Schauspieler, Regisseur)
- Stefan Sagmeister (Grafikdesigner)
- Federico Schiaffino (Künstler)
- Jeremy Scott (Designer)
- Adele Simpson (Modedesignerin)
- Gary Stephan (Maler, Bildhauer)
- Max Weber (Maler)
- Robert Wilson (Regisseur, Videokünstler)
- Rob Zombie (Musiker, Regisseur)
- Peter Zumthor (Architekt)